# Neopets: The Darkest Faerie
Es un videojuego de acción-aventura desarrollado por Idol Minds entertainment y distribuido por Sony Computer Entertainment para la PlayStation 2. Fue lanzado el 16 de noviembre del 2005. Está basado en el mundo de Neopets.
Neopets: The Darkest Faerie fue un título anunciado en el 2003 para PlayStation que respondía al éxito que la web de mascotas virtuales tuvo pero el proyecto fue cancelado y volvió a ser retomado más tarde esta vez para la PlayStation 2 y el lanzamiento final del juego en 2005.

## Argumento
La historia fue escrita por el fundador de Neopets Adam Powell.
Un largo tiempo atrás una hada llamada The Darkest Faerie atacó el mundo de Neopia, pero fue derrotada por Queen Fyora(su némesis), 1000 años después de estar debajo del mar transformada en piedra por un amuleto, este se le cae y empieza a revivir lentamente.

## Acto 1: La Historia de Tormund
Tras la introducción, el juego cambia a la perspectiva de Tormund Ellis (más conocido como Tor), un chico de la especie Lupe de 16 años, que vive con sus padres, Patricia y Hubert, y su hermana menor Lucy en una pequeña granja en la región de Meri Acres, la cual está ubicada en el Reino de Meridell.
Tor se encontraba jugando con su hermana y amigos a un juego que simulaba ser la típica lucha de caballeros vs villanos. En una de esas, Tor logra vencer en el juego a Lucy, a lo que esta desiste seguir jugando. Sin embargo, para Tor su visión es distinta, ya que él toda su vida había soñado con ser un caballero del Reino de Meridell. En un descuido, Tor accidentalmente libera a los Whinnies, pequeños neopets mascota de su hermana. Por lo que, como primera misión del juego, tenemos que regresar cuidadosamente a las mascotas a su corral.
Así, Tor realizará algunos encargos a su familia, hasta que un día, su padre lo llama a la casa, encomendándole una importante misión: Entregar un paquete al registro de Meridell, ubicado en la misma ciudad. Tor se emociona al saber esto, ya que creía que su sueño de ser caballero al fin se iba a hacer realidad. Su padre, le da sus advertencias y suerte, y como regalo le entrega la espada de madera de su juventud.
Tor parte, poco tiempo después hacia la Ciudad de Meridell. Todo va bien, hasta que el protagonista encuentra en el camino a un anciano mendigo que es asaltado por un grupo de bandidos liderados por "Darrick The Blade" ("Darrick la daga" en español). Tor recordando las advertencias de sus padres, decide defender al mendigo de los forajidos, derrotándolos. El mendigo tras esto, le agradece entregándole un misterioso amuleto, advirtiéndole a Tor que nunca se lo quite, pues este lo protege contra la magia negra.
Así Tor, prosigue con su camino a Meridell, realizando varias misiones para los granjeros de la zona. El protagonista, finalmente llega a la ciudad. Al llegar a la plaza del pueblo, es abordado por dos misteriosos jóvenes de la especie Meerca: Heermedjet y Meerouladen. El primero se ofrece a ayudarlo a encontrar algo, pero lo que parecía ser un acto de buena fe, resulta ser en realidad una trampa, mientras estaban conversando, el segundo ladrón, aprovechando la distracción de Tor, le roba el paquete de su padre.
Tor, enfurecido, persigue a los bandidos por las calles de Meridell hasta que logra acorrararlos en un callejón. Sin embargo, los bandidos llaman refuerzos, dejando a Tor en una situación de vida o muerte, pero justo cuando todo parecía perdido, aparece un caballero de su misma especie y de mediana edad, asustando a los bandidos, y recuperando el paquete de Tor. El chico le da las gracias a su salvador y este le afirma que muestra signos de valentía, actitudes de un caballero.
Tor, finalmente le entrega el paquete al oficial del registro de la ciudad. Y aprovecha la ocasión para comenzar su camino para ser primero, escudero y después, caballero. El oficial le informa sobre los requisitos, y el joven logra reunirlos, realizando algunos encargos en la ciudad, consiguiendo una espada y un escudo. Finalmente, el oficial solo pide dos cosas: La firma de un caballero y el permiso de los padres del interesado. Tor consigue el primero, ayudando al Maestro Torak, un importante caballero de Meridell, a reparar su espada, y este en agradecimiento le firma los papeles.
Como última misión, Tor emprende el regreso a la granja de sus padres para que le firmen el permiso para ser escudero. Sin embargo, al regresar, solo encuentra la fatal noticia de la desaparición de su hermana menor, que se encuentra atrapada en el Bosque de Shadowglen, una oscura y pantanosa ciénaga, habitada por monstruos exóticos. Tor, decide ir a salvarla, derrotando en el camino al Monstruo Juppie que atemorizaba la región.
Sus padres, felices, le firman el permiso, y Tor regresa a Meridell, para convertirse en un escudero oficial del reino. Como escudero, su nueva residencia es el castillo del rey. Allí, recibe adoctrinamiento del Maestro Torak, que con distintas pruebas, de combate y sigilo, lo prepara para su vida como caballero.
Mientras tanto, The Darkest Faerie sale completamente del océano, jurando venganza contra todas las criaturas de Neopia. Tor, por su parte, recibe la noticia de un atentado contra la Aldea de Cogham, un pequeño poblado montañoso, no muy lejos de Meridell por criaturas conocidas como Ixi Raiders (un híbrido de caballo y hiena). Tor, es encargado para ir a la aldea, como escudero de un caballero, sin embargo, este último no acepta el trabajo, por lo que Tor finalmente va solo a Cogham.
Al llegar al pueblo, se encuentra con las casas incendiadas y a la población aterrorizada por los constantes ataques de las Raiders. Tor, decide ir al fondo del asunto, internándose en las peligrosas estepas de Cogham. Finalmente, Tor encuentra al líder de la especie, finalmente matándolo y llevándose su parche como trofeo. El héroe regresa victorioso a la aldea, siendo recibido con alegría por los aldeanos. 
Tor regresa a Meridell, con la victoria a sus espaldas, listo para su ordenación como "Caballero de Segunda Clase del Reino de Meridell", por el mismísimo Rey Skarl (soberano de Meridell, y hermano de Hagan, rey del vecino Reino de Brightvale). Tor, es ascendido y recibido por sus compañeros.
Pero, poco después de la ordenación, llega un mensajero de Illusen, el hada protectora de Meridell, informando que el Claro de Illusen (un paradisíaco bosque que sirve de hogar para el hada y su comitiva), está siendo atacado por hombres lobo, cuyo rey es un viejo enemigo del hada y, aliado de The Darkest Faerie. El Rey Skarl, ignora la gravedad del asunto, y en vez de hacer algo, decide castigar al mensajero. Aunque, sus guardias, después logran que entre en razón y decide mandar a un grupo de caballeros del reino, al claro, para defender los dominios del hada. Tor, debido a su precocidad como caballero, no es enviado en la misión.
Días después, la situación se complica, los caballeros del reino no regresan, y el rey decide finalmente enviar a Tor a averiguar que es lo que ocurre en el claro. Al llegar, Tor se encuentra con el bosque ocupado e incendiado por hombres lobo, y a los caballeros de Meridell como rehenes del rey. Tor, libera a los caballeros, entre ellos al Maestro Torak y emprende su camino hacia la cabaña de Illusen para salvar al hada del Rey Lobo.
Al llegar, encuentra al rey acosando a Illusen, y este como defensa a Tor manda a un poderoso esclavo, conocido como Gnarfas para que luche contra Tor. El caballero acaba con el lobo, solo para presenciar la muerte de su amigo, el viejo caballero que lo salvó tiempo atrás de los bandidos. El Rey Lobo le roba su amuleto protector a Illusen por lo que la vuelve vulnerable a la magia negra. Así que cuando Tor encuentra al hada, esta le informa sobre el inevitable regreso de The Darkest Faerie y que el ataque de los hombres lobo es solo el comienzo. Por lo que Tor, debe ir rápidamente a Meridell e informarle al rey sobre el peligro que supone el regreso de The Darkest Faerie.
Pese a las advertencias de Illusen, las cosas no salen como lo planeado, y el hada es poseída por la magia negra de The Darkest Faerie, así que en medio de su locura, termina expulsando a Tor de su cabaña, dejándolo inconsciente por la caída. Tor, al despertar se encuentra con el claro invadido por espectros oscuros (aliados de The Darkest Faerie) y con el cielo oscurecido, cubierto por nubes moradas que obstruyen la luz del sol.
Tor, confundido, regresa a Meridell, solo para encontrarse con la aldea invadida por las nubes moradas y los espectros de The Darkest Faerie. Al entrar al castillo, y llegar a la sala del trono, encuentra a The Darkest Faerie en el trono de Meridell, junto a sus hermanas y al Rey Skarl poseído y como rehén. Tor alcanza a escuchar los maléficos planes del hada, que consisten en apoderarse de la Tierra de las hadas (Faerieland), gobernada por la Reina Fyora (su némesis) y después causar un desastre, que consistía en colisionar Faerieland con Meridell. (Esto debido a que Faerieland estaba ubicada en los cielos de Neopia).
Tor es descubierto por las hermanas del hada y es perseguido por el castillo. Al no tener escapatoria, una misteriosa sirvienta le aconseja escapar por las alcantarillas. Tor hace caso y tras meterse, las hermanas de The Darkest Faerie lo descubren y le envían una bola de lava. Sin embargo, Tor consigue sobrevivir, terminando con el Acto 1.

## Acto 2: La Historia de Roberta
La historia nos sitúa ahora en Roberta, una joven princesa de 16 años, sobrina del Rey Hagan, Rey de Brightvale, ella a pesar de tener una vida lujosa producto de su linaje real, ansía convertirse en una hechicera y vivir aventuras. Por ello, es entrenada por Seradar, el consejero real de Brightvale. El Acto 2 comienza con la llegada de Roberta y Seradar a Faerieland, en un carruaje volador comandado por un caballo volador llamado Solarin.
A su llegada, Seradar busca una audiencia con la Reina Fyora para solicitar ayuda, debido a la invasión oscura de Meridell por parte de The Darkest Faerie y el peligro que esto supone para el resto del mundo. Sin embargo, ocurren inconvenientes y la audiencia tarda. Por lo que, Seradar decide entrenar a Roberta en la Biblioteca de Fyora. Para esto, Roberta crea una nueva varita mágica, ya que la suya se había quedado en Brightvale.
En la búsqueda de los componentes, la chica conoce a una anciana sirvienta de la especie Aisha, de carácter humilde, que pronto entabla amistad con la protagonista. Esta le entrega un amuleto misterioso a Roberta, diciendo que nunca se lo debe quitar, ya que le protege de la magia negra. (Al igual que el amuleto del mendigo que usa Tormund).
Al final, Seradar y Roberta consiguen hablar con la Reina Fyora sobre el problema de Meridell y esta se ofrece a ayudar. Seradar, satisfecho decide descansar con Roberta en las suites del palacio de Fyora, para luego emprender el regreso a Brightvale.
Esa misma noche, The Darkest Faerie ataca Faerieland, tomando por sorpresa a Fyora e invadiendo sus dominios, tal como sucedió con Meridell. Fyora es tomada rehén, sin poner resistencia.
Al despertar, Roberta se encuentra con un palacio invadido por espectros oscuros y a Seradar, preso de la locura, debido a que se encuentra poseído por The Darkest Faerie. La hechicera buscando como escapar, se encuentra con su amiga, la sirvienta encarcelada por The Darkest Faerie, y para liberarla crea una distracción para evitar a The Darkest Faerie y poder liberar a la sirvienta. Esta le dice que ya no queda nada más por hacer en Faerieland y que debe encontrar al amuleto hermano y para ello, huir del reino.
Roberta consigue a duras penas escapar por el hechizo de una escalera, pero The Darkest Faerie la descubre y crea una tormenta, Roberta alcanza a subirse a Solarin, pero la tormenta se agrava y Roberta cae hacia el mundo, terminando con el Acto 2.

## Acto 3: Los Héroes se unen
Tor llega a una playa ubicada en el oeste del Reino de Brightvale, mientras que Roberta, cayendo desde Faerieland, aterriza en la misma playa. Los dos se sorprenden por el encuentro, pero justo en ese instante, de nuevo las nubes moradas invaden la región. Así que tras acabar con los espectros de la playa, los dos héroes se unen para detener a The Darkest Faerie y devolverle la luz al mundo. Y Roberta decide ir a Brightvale para reunirse con su tío, el rey.
Los dos héroes llegan a la Ciudad de Brightvale, la única en Neopia que continúa independiente del dominio de The Darkest Faerie. Mientras tanto, la malvada hada al percatarse de la unión de los héroes, decide enviar un asesino a sueldo para acabar con Tor y Roberta, conocido como The Gelert Assassin.
El dúo, finalmente se entrevista con el Rey Hagan en su palacio. Allí, el rey se muestra en un principio preocupado por la situación del resto de Neopia, pero desiste en permitir que Roberta se encargue de la misión, debido a que solo la considera una princesa. Pero, debido a la insistencia de los héroes, el rey autoriza oficialmente la misión.
Tor y Roberta deciden buscar información sobre la magia negra de The Darkest Faerie en la enorme biblioteca de Brightvale. Allí, tras investigar, se dan cuenta de que la solución es llegar a las criptas reales de Meridell, ubicadas bajo tierra, en las que se encuentra la Vara de Fyora, la varita de la reina hada del mismo nombre, cuyo poder combate a la magia negra.
Así, el dúo parte hacia su misión de liberación. Sin embargo, el asesino Gelert los confronta en las afueras de Brightvale, a lo que la guardia del Rey Hagan decide intervenir, por lo que el sicario es obligado a retirarse. Así, Tor y Roberta se salvan de su influencia, o al menos por el momento.
Meridell y Brightvale estaban separados, debido a que el puente que une los dos reinos, estaba destruido por una tormenta. Así que, la única solución para la reparación del puente era ir a Bogshot, una región pantanosa ubicada al nordeste de Brightvale y encontrar a Brendel, el reparador de puentes de la aldea y el único en toda Neopia.
Sin embargo, al llegar a Bogshot se encuentran con un pantano invadido por The Darkest Faerie y una población poseída y enferma, por este motivo. Así que, para liberar el pantano, Tor y Roberta se internan en lo más profundo de la ciénaga para encontrar la cura a la plaga que azotaba la aldea. Allí, encuentran las plantas curativas y a Kastraliss, una aterradora serpiente mutante que tras ser destruida por el dúo, Bogshot es liberado de la influencia de The Darkest Faerie, volviendo la luz y la paz al pantano.
El pueblo de Bogshot se recupera de la plaga, y como agradecimiento, Brendel repara el puente hacia Meridell. Así, Tor y Roberta cruzan la frontera, rumbo a la Ciudad de Meridell. Sin embargo, cerca de llegar a la ciudad, se encuentran con un muro mágico que inhabilita el acceso. El Asesino Gelert los confronta una vez más, burlándose de su situación. Así que, la única solución para atravesar el muro es con magia de hadas. Pero, la única, Illusen está inhabilitada, debido a la ausencia de su amuleto que la protege de la magia negra. Entonces, Tor y Roberta deciden internarse en el Reino de los Hombres Lobo para recuperar el amuleto de Illusen del Rey Lobo.
Tras acceder a las criptas de los hombres lobo, el dúo encuentra el amuleto, pero Roberta cae en una trampa y es atrapada por los hombres lobo. Tor, al final encuentra al rey lobo, y para rescatar a Roberta y al amuleto, decide pelear con el mismo rey. Tor deja fuera de combate al rey, y rescata a Roberta. A continuación, ambos proceden a regresar al Claro de Illusen para liberar al hada del yugo oscuro.
Las cosas se complican cuando tras llegar al ascensor que accede a la aldea del hada, el asesino Gelert les cierra el paso, destruyendo el mecanismo, dejando sin oportunidad a los héroes de salvar a Illusen. Así que Tor aconseja regresar a la granja de sus padres para buscar ayuda.
Al llegar a la granja, el dúo se encuentra con un panorama desolador. La región ha caído bajo el poder de The Darkest Faerie, y la mayoría de los granjeros han sido secuestrados por espectros y conducidos al Bosque de Shadowglen, amenazados por un resucitado Monstruo Juppie. Tor y Roberta destruyen al monstruo una vez más y regresan la luz al hogar de Tor. Como obsequio, el padre de Tor le regala al equipo, un arma-cuerda para poder acceder a la aldea de Illusen sin necesidad del ascensor.
Ahora sí, Tor y Roberta regresan al Claro, y con la ayuda del arma-cuerda, logran llegar a la cabaña del hada. Pero son interrumpidos de nuevo por el Asesino Gelert. El dúo decide acabar con él de una vez con todas, y tras derrotarlo, salvan a Illusen, regresando la luz a su claro. El hada, agradecida les regala un orbe mágico que atraviesa la magia negra. Con él, el dúo consigue entrar a Meridell. Sin embargo, surge un nuevo problema. Debido, a sus vestimentas de héroes, siempre son atacados por los espectros oscuros, lo que imposibilita hallar una entrada o algo., ya que siempre habrá monstruos que combatir.
Sin ninguna idea en mente, Tor y Roberta se dirigen a Cogham, aldea que también había caído bajo las nubes moradas de The Darkest Faerie. Tras rescatar, a los aldeanos de las minas de la región y derrotar por segunda vez a un recargado Jefe Ixi Raider, la luz vuelve a Cogham, y en agradecimiento el alcalde de la aldea, les regala el manto de los héroes, un manto harapiento que engaña a los monstruos, haciéndoles creer que son mendigos.
Así, Tor y Roberta regresan a Meridell con el manto de los héroes. Allí, encuentran a un ladrón que les revela que sabe la entrada a las criptas de Meridell, pero que él y sus compinches la revelarán, solo si roban el tesoro de los comerciantes de Ciudad Mercado, una rica ciudad comercial, ubicada en la costa oeste de Brightvale.
Tor y Roberta llegan a Ciudad Mercado, solo para encontrarse con una ciudad ocupada por las fuerzas oscuras y dominada por el Caballero Negro, un caballero maligno que gobierna la región con oscuridad y tiranía. El dúo se infiltra en el castillo del caballero y logran terminar con él, liberando a la ciudad de The Darkest Faerie.
Al regresar a Ciudad Mercado, los comerciantes les dan como obsequio el famoso tesoro. Así, Tor y Roberta regresan a Meridell, ahora la única ciudad (junto a Faerieland) que continúa bajo el dominio de The Darkest Faerie. Tras entregar el tesoro a los ladrones, estos enseñan la entrada, y el dúo logra infiltrarse, superando distintas fases.
Al llegar a la cripta de las riquezas de Meridell, encuentran la Vara de Fyora, pero son atacados por el esqueleto viviente de una bestia. Tras derrotarlo, Roberta recupera la Vara de Fyora y comienzan su ascenso al Castillo de Meridell. Allí, tras llegar a las cámaras reales del Rey Skarl, se encuentran con un rey rehén y a las hermanas de The Darkest Faerie, dominando el reino.
Las hermanas son derrotadas debido al poder de la Vara de Fyora, y el Rey Skarl es liberado, junto con Meridell.
Sin nada más que hacer en Meridell, Tor y Roberta emprenden el camino al último bastión oscuro, Faerieland para salvar a Fyora y poder liberar la ciudad, acabando con The Darkest Faerie de una vez por todas. Esta última, engaña a los héroes, intercambiando lugares con Fyora. Con la vara en sus manos, The Darkest Faerie, encoge a Fyora y la encierra en una vasija de vidrio. Esta última, les advierte que crucen el portal a Altador y que encuentren a una tal Jerdana. El dúo es introducido a la fuerza al portal, finalizando con el Acto 3.

## Acto 4: Leyendas de Altador
Tor y Roberta despiertan en un enorme palacio, tras reincorporarse se encuentran con el Rey Altador, un poderoso gobernante que les relata sobre la historia de la ciudad homónima, que tiempo atrás fue salvada por doce héroes, entre ellos The Darkest Faerie, que con el tiempo enloqueció y quiso apoderarse de la ciudad. El Rey les aconseja salir del palacio y liberar a los cuatro héroes cautivos junto con sus distritos del yugo de The Darkest Faerie.
Así, Tor y Roberta, primero van al Distrito Arena, donde se enfrentan en un coliseo a diversos espectros, solo para liberar el distrito, y a su héroe, el Gladiador Torakar. Después van al Distrito del Dinero, donde tras completar puzles, liberan a su héroe, Gordos. De allí, el siguiente distrito en ser liberado es el del Parque con su heroína, Fauna. Y el último, tras completar una serie de complicados laberintos, el distrito del Bazar con su héroe Kelland.
Los héroes abren una puerta subterránea a lo más fondo de la ciudad, para liberar a la hechicera Jerdana. Una vez liberada, esta les entrega al dúo, el amuleto de The Darkest Faerie, el cual sirve para que regrese a su estado de piedra. Los héroes de Altador se revelan como personajes comunes y corrientes en el mundo real como el Rey Altador que en el mundo real era el viejo caballero, amigo de Tor, o Jerdana, que en el mundo real, era una sirvienta de Faerieland, amiga de Roberta.
Tor y Roberta finalmente cruzan el portal de regreso al mundo normal, junto a la Ciudad de Altador que es restituida al mundo real. The Darkest Faerie, finalmente se enfrenta a ellos, siendo derrotada tras una dura batalla, en la que es convertida en piedra, Fyora es rescatada y Faerieland, es liberada. Al final, The Darkest Faerie, hecha piedra es puesta bajo el cuidado de Fyora en sus jardines. El juego finaliza con el regreso de los héroes de Altador al mundo real y con una celebración de Faerieland, a la que asisten personajes como los padres de Tor, Seradar, los Reyes Skarl y Hagan y el hada Illusen.

## Jugabilidad

### Personajes jugables
Hay dos personajes jugables (Tor y Roberta) los cuales son controlados por el jugador en una perspectiva en tercera persona, estos dos personajes poseen habilidades que permitirán completar el juego.

### Magia
En el juego, sólo Roberta puede utilizar ataques mágicos, pero ambos tienen el poder de utilizar los hechizos especiales o motas. Cuando se utiliza en un ataque cargado, se dan a conocer los efectos especiales que van desde el envenenamiento de los enemigos, crear un rayo de luz etc, la barra de Poder mágico se reduce a medida que se usa más magia. Sin embargo, Púrple Juppies, y otras frutas / pociones, reponer la barra migica cuando se comen / usan.

### Motas
En Neopia, hay muchas motas que ayudan a Tor y Roberta en su lucha para devolver la luz al mundo. Estas motas pueden ser equipados con Tor y armas de Roberta, escudos y armaduras. Las motas de toda Neopia incluyen; Luz, Sol, niebla, viento, fuego, lava, Nova, Supernova, Oscuridad, Sombra, Hoja, Roca, Burbuja y Agua.

### Petpets
Los jugadores pueden alimentar a un petpet para que pueda seguirlos. Cuando se alimenta, que va a seguir al jugador por un cierto tiempo dependiendo del tipo de alimento que se les de y sus especies inherentes. Le dará una serie de efectos especiales: ver lo invisible / restaurar salud / etc. Después de alimentar al petpet con el mismo tipo de comida durante mucho tiempo, no lo aceptará.

## Recepción
Fue recibido con críticas mixtas. Fue criticado por sus "gráficos mediocres", calidad de sonido, y algunos errores notables. No obstante, se formó un objeto a favor debido a tener un mundo grande, una historia decente, y un sistema de combate sin problemas.
- G4 's X-Play : 2.5
- IGN : 6,5 / 10 - "aceptable"
- PSX Extreme: 8,5 / 10